# Kostel Povýšení svatého Kříže (Petrovice u Štoků)
Kostel Povýšení svatého Kříže je filiální kostel v římskokatolické farnosti Štoky, nachází se v centru vesnice Petrovice, která je částí městyse Štoky. Kostel je pozdně barokní stavbou s prvky klasicismu. Kostel je chráněn jako kulturní památka České republiky. Je také součástí vesnické památkové zóny Petrovice.

## Historie
Kostel byl postaven v roce 1799. Původně byl kostel pouze kaplí, která byla přestavěna na jednolodní kostel s pravoúhlým presbytářem. Později byla ke kostelu přistavěna osmiboká věž s kůrem a předsíní.